# Alexander Moszkowski
Alexander Moszkowski (Pilica, Polônia do Congresso, 15 de janeiro de 1851 – Berlim, 26 de setembro de 1934) foi um satirista, escritor e filósofo alemão de ascendência polonesa. Irmão do pianista e compositor Moritz Moszkowski.
Foi amigo de muitas personalidades célebres em Berlim, dentre os quais Albert Einstein, sobre quem foi o primeiro a publicar um livro no verão de 1920 e consequentemente popularizou sua teoria da relatividade.

## Obras

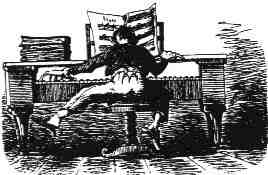
Ilustração para a sátira de Alexander Moszkowski por Philipp Scharwenka.

- Marinirte Zeitgeschichte, Gesammelte Humoresken (1884)
- Anton Notenquetscher's Lustige Fahrten (1895)
- Das Buch der 1000 Wunder  (1916)
- Sokrates der Idiot (1917)
- Der Sprung über den Schatten (1917)
- Die Ehe im Rückfall und andere Anzüglichkeiten (1918)
- Das Geheimnis der Sprache (1920)
- Die Welt von der Kehrseite (1920)
- Der Venuspark, Phantasien über Liebe und Philosophie (1920)
- Fröhlicher Jammer, Ein Vortrags-Brevier (1922)
- Das Panorama meines Lebens (1924)